# Winds of Plague
Winds of Plague ist eine US-amerikanische Deathcore-Band aus Upland, Kalifornien, die im Jahr 2002 gegründet wurde. 

## Geschichte
Bis April 2005 hieß die Band noch Bleak December, benannte sich jedoch dann vom Song Endless von Unearth inspiriert in Winds of Plague um. Zwei Monate später erschien das Debütalbum A Cold Day in Hell auf Recorse Records. Die Texte des Albums handeln von Leben und Brüderschaft. Im Februar 2008 wurde das zweite Studioalbum Decimate the Weak unter Century Media veröffentlicht. Bereits am 20. Dezember 2007 tauchte das Album im Internet auf. Das Video zu dem Song The Impaler wurde von MTV aufgrund des Inhalts und der sprachlichen Ausdrucksweise verboten. 
Anschließend waren Winds of Plague mit unterschiedlichen Bands, wie Dimmu Borgir, As Blood Runs Black, Impending Doom, Veil of Maya und Danzig auf Tour. Am 11. August 2009 wurde das dritte Studioalbum The Great Stone War via Century Media veröffentlicht. In den Liedern Forged in Fire bzw. Classic Struggle sind Martin Stewart (Terror) bzw. Mitch Lucker (Suicide Silence) zu hören. Danach war die Band mit Stick to Your Guns und For Today auf Tour, bei der sie auch unter anderem auch in Deutschland auftreten werden.

## Stil
Der Musikstil von Winds of Plague wird dem symphonischen Deathcore zugeordnet, was sich vor allem durch den im Genre allgemeinhin ungewöhnlichen Einsatz von Synthesizern zur musikalischen Untermalung in ihrem Klangbild niederschlägt. Vor allem auf dem zweiten Album Decimate the Weak sind auch vermehrt Black-Metal-Einflüsse zu hören.

## Diskografie

### Alben
- 2005: A Cold Day in Hell (Recorse Records)
- 2008: Decimate the Weak (Century Media Records)
- 2009: The Great Stone War (Century Media Records)
- 2011: Against the World (Century Media Records)
- 2013: Resistance (Century Media Records)
- 2017: Blood of My Enemy (eOne Music)